# پوتورگه
پوتورگه (به ترکی استانبولی: Pütürge) یک منطقهٔ مسکونی در ترکیه است که در استان ملطیه واقع شده‌است. پوتورگه ۱٬۲۵۰ متر بالاتر از سطح دریا واقع شده‌است.